# Mexicaanse Revolutie
De Mexicaanse Revolutie (Spaans: revolución mexicana), ook wel de Revolutie van 1910 (revolución de 1910) genaamd, was een revolutie in Mexico die begon bij de opstand tegen het bewind van Porfirio Díaz in 1910. Ze werd gekenmerkt door verschillende socialistische, anarchistische en liberale bewegingen en leiders en zou het ijkpunt worden voor de moderne geschiedenis van Mexico.

## Aanloop

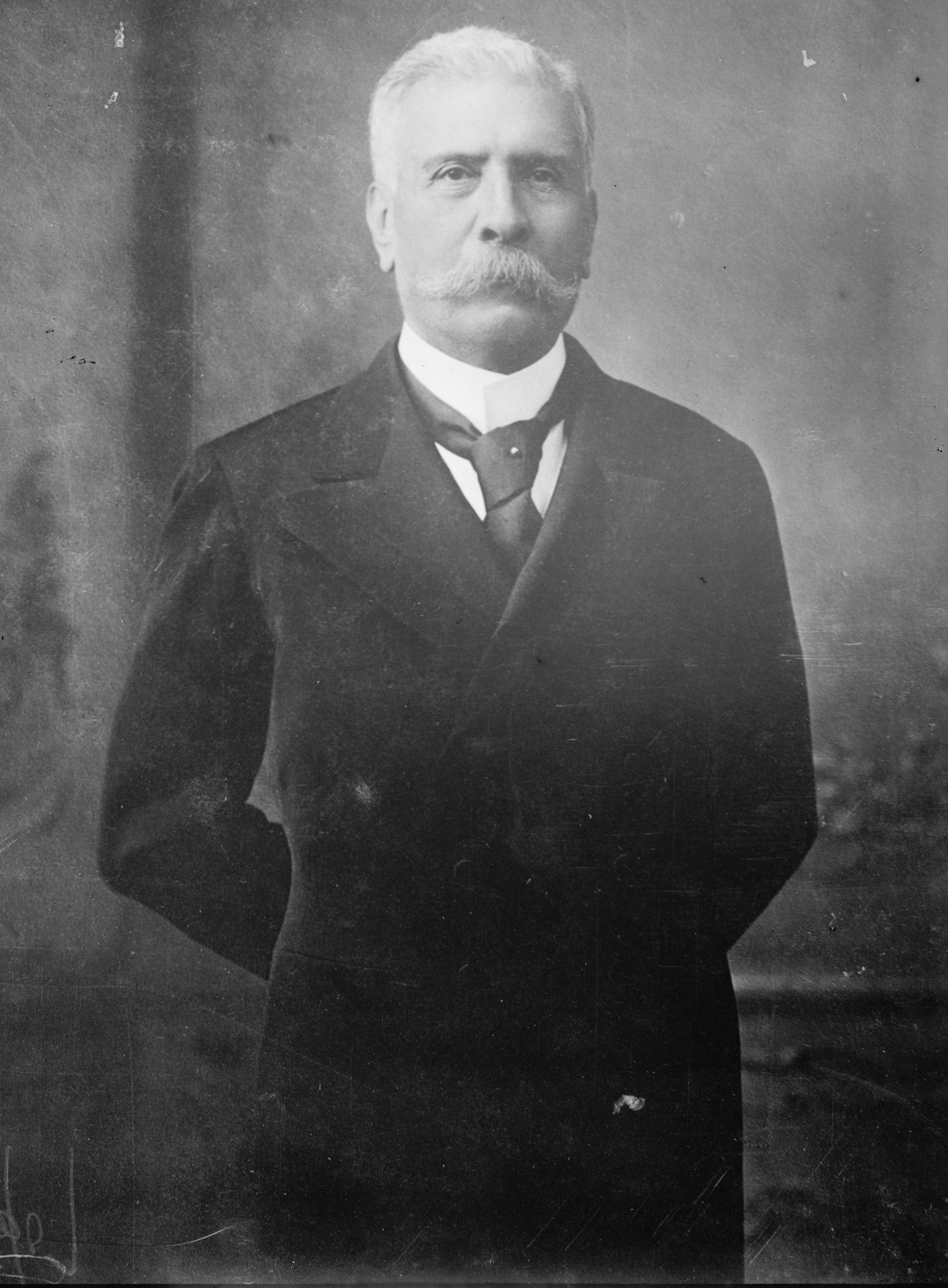
Porfirio Díaz

De aanloop tot de Mexicaanse Revolutie lag in het Porfiriaat, de periode die begon in 1876. Deze periode werd gekenmerkt door een grote concentratie van macht op het hoogste niveau, voornamelijk in de persoon van Porfirio Diaz, de president. Deze werd in 1876 president na Sebastián Lerdo de Tejada omver te hebben geworpen. Lerdo was herkozen als president, iets wat volgens de grondwet niet toegestaan was. Díaz verjaagde Lerdo en zat zijn termijn uit. In 1880 maakte hij plaats voor Manuel González, in feite een marionet van Díaz. Deze regeerde weinig voorspoedig, en in 1884 werd Díaz opnieuw tot president gekozen. Díaz paste de grondwet aan zodat hij nog een termijn kon dienen. Later veranderde hij de grondwet weer, opdat hij onbeperkt herkozen zou kunnen worden.
Tijdens het Porfiriaat maakte de economie een opmerkelijke groei door. Dit kwam echter maar een klein deel van de bevolking ten goede. Een zeer groot deel van de bevolking leefde in grote armoede. Díaz bevorderde het systeem van peonage, een haast feodale vorm van onvrije arbeid. Om opstandelingen de kop in te drukken, richtte Díaz de rurales op, veredelde knokploegen die de bevolking onder de duim dienden te houden en berucht waren vanwege hun wreedheid. Verder kwam een groot deel van de industrie in handen van buitenlandse kapitaalkrachtigen. Toen Mexico in 1907 in een economische crisis raakte, nam de ontevredenheid nog meer toe. Op verschillende plaatsen braken er stakingen uit.
De uiteindelijke aanleiding tot de revolutie was evenwel van politieke aard. In 1908 had Díaz in een Amerikaans tijdschrift te kennen gegeven zich in 1910 niet meer herkiesbaar te stellen. Later kwam hij op deze uitspraak terug, maar Francisco I. Madero van de Nationale Antiherverkiezingspartij had al te kennen gegeven Díaz bij de verkiezingen te willen bestrijden. Kort voor de verkiezingen liet Díaz hem arresteren en opsluiten. Madero was enorm populair geworden en het was dan ook zeer waarschijnlijk dat hij de verkiezingen alsnog zou winnen. Ook veel aanhangers van Díaz, ontevreden voor diens keuze voor de corrupte Ramón Corral als vicepresident, spraken hun steun uit voor Madero. Toen de stemmen echter geteld waren bleek dat Madero over het gehele land slechts een paar honderd stemmen had gehaald en dat Díaz weer met grote meerderheid herkozen was. Madero vluchtte naar San Antonio in de Verenigde Staten om een opstand voor te bereiden.

## Verloop

### Madero's democratische revolutie

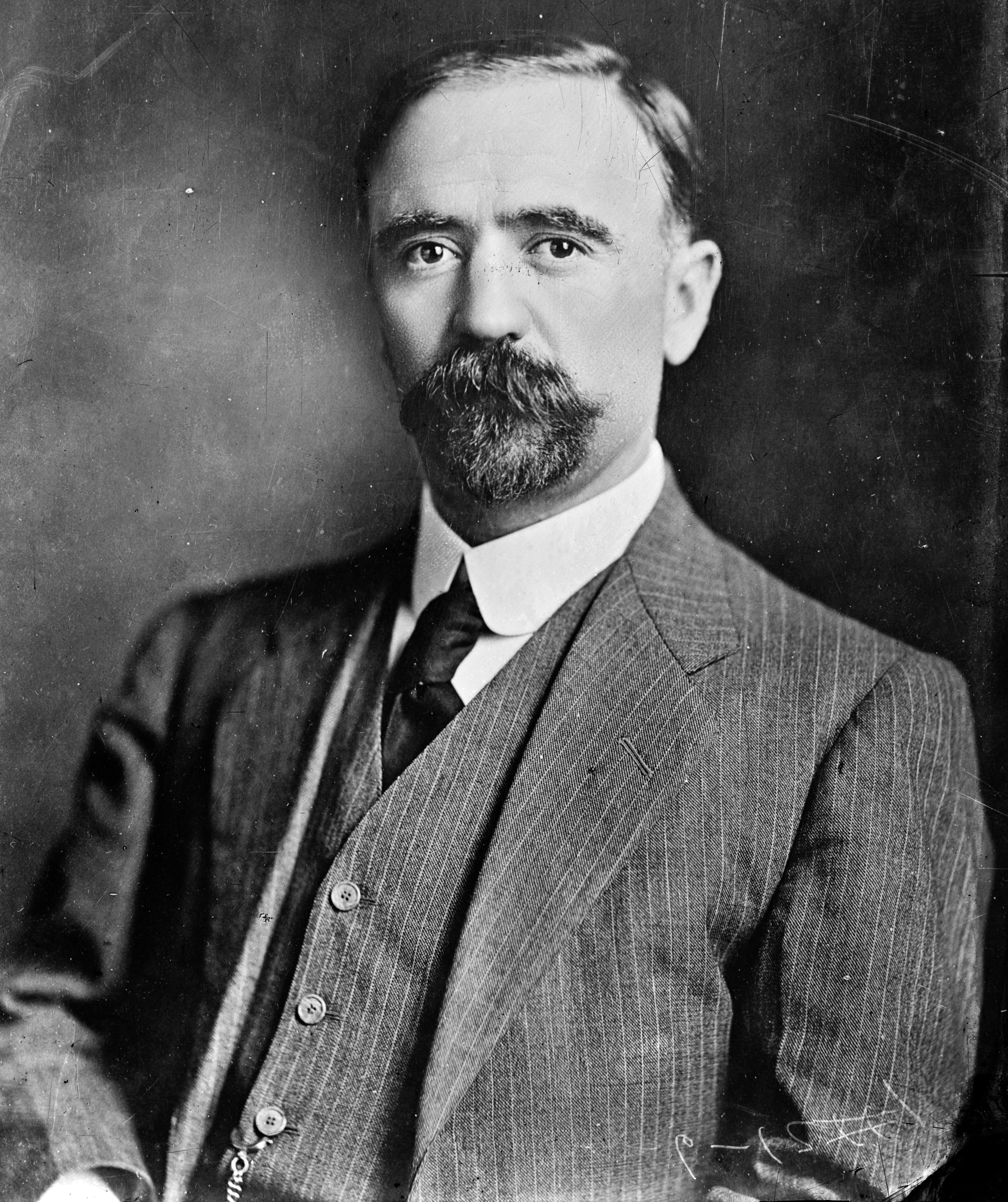
Francisco I. Madero

De Mexicaanse Revolutie begon op 20 november 1910 om zes uur 's avonds, toen het Plan de San Luis Potosí in werking trad. Dit was een plan van Madero om Díaz omver te werpen en een liberale democratie van Mexico te maken. Madero werd hierin gesteund door onder anderen Pascual Orozco, Emiliano Zapata en Pancho Villa. De laatste twee waren eerder socialisten dan liberalen en Madero had hun beloofd landhervormingen door te voeren.
De opstandelingen boekten militaire successen. Het federale Mexicaanse leger was weinig gemoderniseerd en veel soldaten hadden geen zin om voor hun onderdrukker te vechten. Nadat de revolutionairen Ciudad Juárez hadden ingenomen, trad Díaz af (25 mei 1911) en vluchtte naar Frankrijk, waar hij in 1915 overleed. Madero, een overtuigd democraat, besloot nog niet zelf het presidentschap op te eisen. Díaz' minister Francisco León de la Barra werd benoemd tot interim-president en liet nieuwe verkiezingen uitschrijven. Deze verkiezingen werden gewonnen door Madero, die op 6 november aantrad.
Al snel keerden zijn oude bondgenoten zich tegen Madero. Tijdens zijn interim-presidentschap had De la Barra alle mogelijke hervormingen tegengehouden, en Madero's voormalige bondgenoten beschuldigden Madero ervan zijn beloften niet nagekomen te zijn. Emiliano Zapata stelde het Plan van Ayala op, waarin hij opriep tot het omverwerpen van Madero en het doorvoeren van landhervormingen. Een volledige escalatie van het conflict werd voorkomen nadat Madero de impopulaire generaal Victoriano Huerta verving door Felipe Ángeles. In 1912 waren er verschillende opstanden tegen Madero. Allereerst kwam Orozco in opstand, maar hij werd teruggedreven door Madero. Ook waren er opstanden van Bernardo Reyes en Félix Díaz, die beiden een reactionair programma hadden en terug wilden keren naar het Porfiriaat. Beiden werden verslagen en gevangengezet.

### Huerta's dictatuur

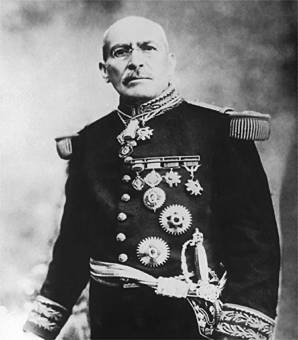
Victoriano Huerta

Op 9 februari 1913 werden Díaz en Reyes door conservatieve generaals bevrijd, waardoor Mexico-Stad tien dagen lang het toneel was van bittere gevechten (decena trágica). De Amerikaanse ambassadeur Henry Lane Wilson nodigde Huerta en Díaz uit in zijn ambassade, waarin zij een complot smeedden. Huerta liep over naar de rebellen en nam Madero en diens vicepresident José María Pino Suárez gevangen. Vier dagen later werden zij vermoord. Huerta had aanvankelijk beloofd aan het eind van het jaar de macht af te staan aan Félix Díaz maar al snel bleek dat hij regeerde als een alleenheerser. Hij vestigde een militaire dictatuur en liet tientallen politieke tegenstanders ombrengen.
Venustiano Carranza, gouverneur van de noordelijke deelstaat Coahuila en een voormalig medestander van Madero, weigerde Huerta te erkennen, en stelde het plan van Guadalupe op, waarin hij opriep Huerta te verdrijven en daartoe het Constitutionalistisch Leger oprichtte. Andere leiders sloten zich al snel aan bij de constitutionalisten, waaronder Pancho Villa, Pablo González, Pánfilo Natera en de Sonoraanse generaals Álvaro Obregón, Plutarco Elías Calles en Benjamín Hill. Ook Zapata sloot zich nominaal bij de constitutionalisten aan. In Europa was inmiddels de Eerste Wereldoorlog uitgebroken. Van Huerta stond bekend dat hij met Duitsland sympathiseerde. Dit alarmeerde de Amerikaanse regering, die dan ook probeerde Huerta's regering te destabiliseren. President Woodrow Wilson steunde de rebellen. Ook greep hij het Tampico-incident aan om de havenstad Veracruz te bezetten. Dit had echter een tegengesteld effect, het zorgde juist voor meer steun voor het regime van Huerta, omdat dit werd gezien als een schending van de Mexicaanse soevereiniteit. Desalniettemin was Huerta's regering niet langer houdbaar. Villa en Obregón hadden een groot deel van Noord-Mexico in handen weten te krijgen terwijl Zapata's leger Mexico-Stad vanuit het zuiden naderde. Na de inname van Zacatecas door Pancho Villa besloot Huerta af te treden. Hij vluchtte naar Europa. Later zou hij in de Verenigde Staten gearresteerd worden omdat hij met steun van de Duitsers een staatsgreep voorbereidde. Hij werd gevangengezet, en stierf korte tijd later aan een alcoholvergiftiging.

### Constitutionalisten tegen conventionalisten

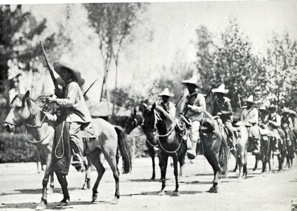
Ruiterij van de constitutionalisten

De revolutionairen riepen een conventie bijeen in Aguascalientes. Hier staken oude meningsverschillen echter weer de kop op. Carranza weigerde de conventie en diens president Eulalio Gutiérrez te erkennen en verplaatste zijn hoofdstad naar Veracruz terwijl Zapata en Villa, die de zijde van de conventionalisten hadden gekozen, Mexico-Stad binnentrokken. Zij slaagden er echter niet in hun macht te consolideren. Carranza's generaal Obregón wist Villa's leger naar de hoogvlakte van de Bajío te lokken, waar hij hem een zware klap toediende tijdens de Slag bij Celaya, met 10.000 doden de bloedigste veldslag van het westelijk halfrond. Villa trok zich terug naar Chihuahua in het noorden, waar hij nog jarenlang aanvallen bleef uitvoeren. In 1916 stak hij zelfs de grens over van de Verenigde Staten, waar hij Columbus (New Mexico) platbrandde en 18 burgers vermoordde. De Amerikaanse generaal John J. Pershing kreeg van Carranza de toestemming op Mexicaans grondgebied naar Villa te zoeken en hem te pakken te krijgen. Dit mislukte echter, maar maakte de Amerikanen wel impopulair in Mexico. Ook Zapata werd door de carrancistas teruggedrongen. Hij trok zich terug in Morelos waar hij de dienst bleef uitmaken tot hij in 1919 vermoord werd.

### Consolidatie
In 1917 liet Carranza een nieuwe grondwet opstellen. Deze grondwet van 1917 is tegenwoordig nog steeds van kracht. Deze grondwet regelde onder andere het grondbezit, en had een sterk antiklerikale inslag. Deze grondwet slaagde erin de revolutie te stabiliseren, hoewel het nog lange tijd onrustig bleef. Hoewel de grondwet democratische verkiezingen voorschreef, werd Mexico nog geen echte democratie. Aan het eind van zijn termijn probeerde Carranza Ignacio Bonillas tot zijn opvolger te maken. Deze was echter veel te conservatief volgens zijn mederevolutionairen, en er brak weer eens een opstand uit. Obregón, Adolfo de la Huerta en Calles wierpen het bewind van Carranza omver en doodden hem. De la Huerta werd tot interim-president benoemd. Hij bood een amnestie aan aan alle rebellen, waarmee de gewapende fase van de revolutie voorbij was. Na de verkiezingen werd in december Obregón ingehuldigd als president.

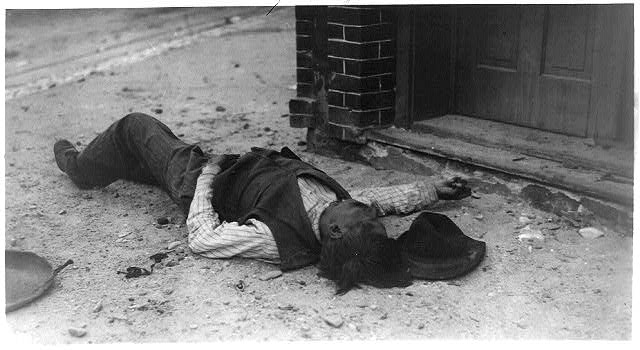
Een dode rebel

De la Huerta kwam in 1923 in opstand tegen Obregón, maar hij werd vrij eenvoudig verslagen. Dit was een teken dat de tijd van de caudillo's uit de hoogtijdagen van de revolutie definitief voorbij waren. In hetzelfde jaar werd bovendien Pancho Villa vermoord. Desalniettemin bleef het onrustig. Op lokaal niveau bestonden veel machthebbers, caciques, die zich niet veel aantrokken van de centrale regering, hun eigen gang gingen daarmee de revolutie een eigen invulling gevend. Zo bestreed Tomás Garrido Canabal in Tabasco alles wat met religie te maken had, verdedigde Felipe Carrillo Puerto in Yucatán de rechten van de inheemse bevolking en voerde Francisco J. Múgica in Michoacán grootschalige landhervormingen door.
Calles volgde Obregón op in 1924. Calles voerde een strikt antiklerikale politiek, waardoor dit keer radicale katholieken, de Cristero's, in opstand kwamen. In 1928 werd Obregón weer tot president gekozen, wat volgens de grondwet eigenlijk niet mocht. Nog voordat hij werd ingehuldigd werd hij echter vermoord door een Cristero. Calles richtte in 1929 de Nationaal Revolutionaire Partij (PNR) op, met zichzelf als Jefe Máximo. De periode die hierop volgt wordt daarom het Maximato genoemd. Tijdens het Maximato regeerde een serie van presidenten die feitelijk marionetten van Calles waren. De in 1934 tot president gekozen Lázaro Cárdenas had echter weinig zin naar Calles' pijpen te dansen. Bovendien was Calles danig naar rechts afgedreven en in fascistisch vaarwater terechtgekomen. Cárdenas liet Calles arresteren en zette hem op het vliegtuig naar de Verenigde Staten.
Tijdens Cárdenas' regering werd de Revolutie definitief gestabiliseerd. Hij legde het conflict met de Cristero's bij en brak de macht van lokale bestuurders. Hij verenigde verder tal van organisaties in de PNR, die hij omdoopte tot Partij van de Mexicaanse Revolutie (PRM). Hij legde hiermee de basis voor een stabiele politieke situatie en economische groei, maar het was ook een stap in de richting van een eenpartijstaat. In 1938 nationaliseerde hij de olieindustrie.
Cárdenas' opvolger Manuel Ávila Camacho hernoemde de PRM tot Institutioneel Revolutionaire Partij (PRI). De PRI zou tot 2000 aan de macht blijven.

## Invloed

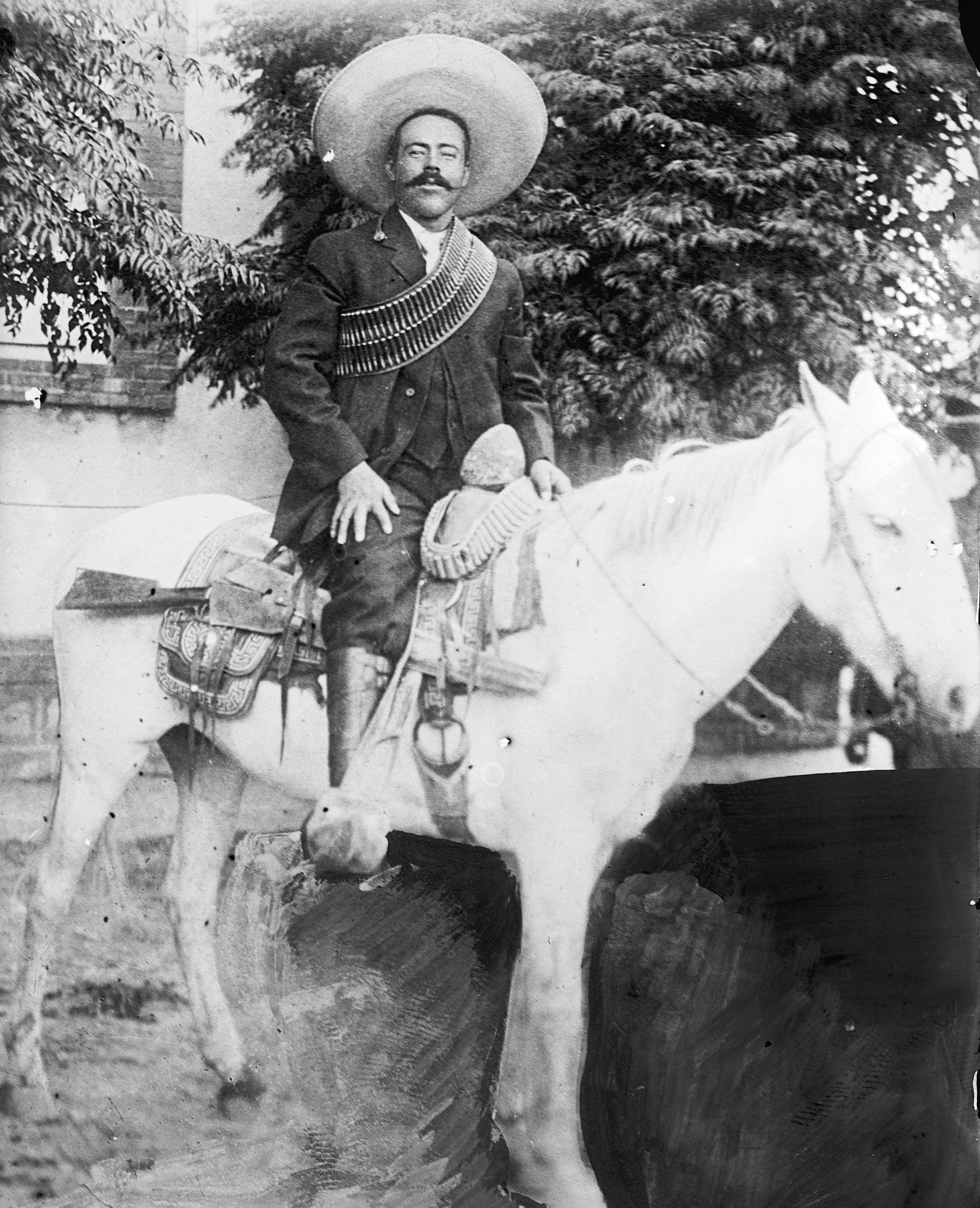
Pancho Villa

De Mexicaanse Revolutie was de bloedigste gebeurtenis van het westelijk halfrond sinds de Spaanse verovering. Conservatieve schattingen gaan uit van 400.000 doden terwijl de Amerikaanse democide-specialist Rudolph Rummel zelfs uitgaat van 2,1 miljoen doden. De meeste schattingen houden het op ongeveer 1 miljoen. Verder is zeker dat de bevolking van Mexico tussen 1910 en 1921 is gedaald van 15,1 tot 14,3 miljoen.
Ondanks het bloedvergieten is de revolutie de meest geromantiseerde periode uit de Mexicaanse geschiedenis. Vooral Emiliano Zapata en Pancho Villa zijn bekend geworden. In Mexico hebben zij haast een mythische status bereikt. Er zijn talloze steden en staten naar hen genoemd en hun daden zijn vele malen verfilmd. Al tijdens de Mexicaanse Revolutie zijn de eerste films over die revolutie verschenen. Pancho Villa heeft zelfs in een aantal films de rol van zichzelf gespeeld. De Mexicaanse Revolutie is een veelvoorkomend decor in spaghettiwesterns. Dit soort films hebben het stereotiepe beeld van de Mexicaanse charro, de nobele bandiet, paardrijdend met een sombrero op zijn hoofd, zwaaiend met lasso's en geweren, over de wereld verspreid.
Na de Revolutie werd Mexico een toevluchtsoord voor linkse intellectuelen uit de gehele wereld, zoals Leon Trotski (vermoord in 1940). De Mexicaanse kunst maakte een bloeiperiode door, onder andere het muralisme is door de Mexicaanse Revolutie ontstaan. José Vasconcelos, minister onder Obregón heeft het muralisme bevorderd. De muralisten gebruikten hun schilderingen om de boodschap van de revolutie aan de bevolking te vertellen. Bekende muralisten zijn Diego Rivera, David Alfaro Sigueiros en José Clemente Orozco.
Toen de stofwolken van de Revolutie uiteindelijk waren opgetrokken was de Institutioneel Revolutionaire Partij de onbetwiste machthebber. Ze bleef decennialang doorregeren. In de decennia na 1940 maakte de Mexicaanse economie een opmerkelijke groei door; er wordt zelfs gesproken van het Mexicaanse Wonder. In naam zette ze de revolutie voort, maar in feite veranderde de partij in een vastgeroest, corrupt bestuursapparaat. Bovendien werd de PRI steeds autoritairder. Vanaf de jaren 60 was Mexico onder de PRI feitelijk een dictatuur geworden. Op opstandelingen werd geschoten en er werd een geheime politie opgericht die dissidenten het zwijgen op moest leggen. Zoals in zoveel Latijns-Amerikaanse landen zijn ook in Mexico honderden opponenten verdwenen. Op een gegeven moment was de PRI zo machtig dat oppositiepartijen niet eens meer probeerden deel te nemen aan de verkiezingen (1976).
In de jaren 70 was Mexico in een economische crisis geraakt. Vanaf president Miguel de la Madrid ging het roer om. De PRI ging een neo-liberale koers varen en bleef eigenlijk alleen in naam revolutionair. Onder Carlos Salinas (1988-1994) ging dit zover dat wel gezegd wordt dat hij de revolutie als het ware annuleerde. Zijn beleid werd door sommigen zelfs neo-porfiristisch genoemd. De PRI bleef doorregeren tot 2000, toen Vicente Fox van de Nationale Actiepartij de verkiezingen won.

## Effecten

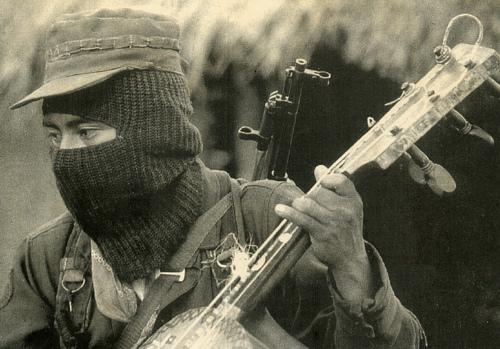
Een Zapatist in 1996

De effecten van de Mexicaanse Revolutie leven voort in het Zapatistisch Nationaal Bevrijdingsleger (EZLN). In 1994 kwam het EZLN in opstand in Chiapas, nadat Mexico zich had aangesloten bij de Noord-Amerikaanse Vrijhandelsovereenkomst. De EZLN ziet zichzelf als ideologische erfgenaam van Emiliano Zapata en heeft zich naar hem genoemd. Ook de naam van de Partij van de Democratische Revolutie (PRD), een linkse oppositiepartij, verwijst naar de revolutie. Deze partij is voornamelijk ontstaan uit PRI'ers die ontevreden waren met de dictatoriale en neo-liberale koers van hun partij.